# Radžedef
Radžedef (dříve též Džedefre) byl egyptský panovník 4. dynastie. Vládl přibližně v letech 2482–2475 př. n. l. Na trůn nastoupil po svém otci Chufuovi, jeho matkou byla jeho vedlejší žena. Pravděpodobně byl uzurpátorem, zabil svého staršího vlastního bratra, prince Kewaba který byl právoplatným dědicem trůnu. Za ženu si vzal Heteperes II., která byla vdovou po jeho bratrovi. Tím legalizoval své nástupnictví. Jeho hlavní manželkou byla Chentetka. Měl tři syny (Setka, Baka, Hernet) a dceru Neferhetepes. Neví se nic ani o jeho vládě a činech. V době jeho panování narůstal význam slunečního kultu, což odráží i samotné panovníkovo jméno Radžedef. Radžedef se stal prvním faraonem, který začal používat titul „syn Reův“. Někteří egyptologové si myslí, že Radžedef byl dědem Vesrerkafa, zakladatele 5. dynastie.

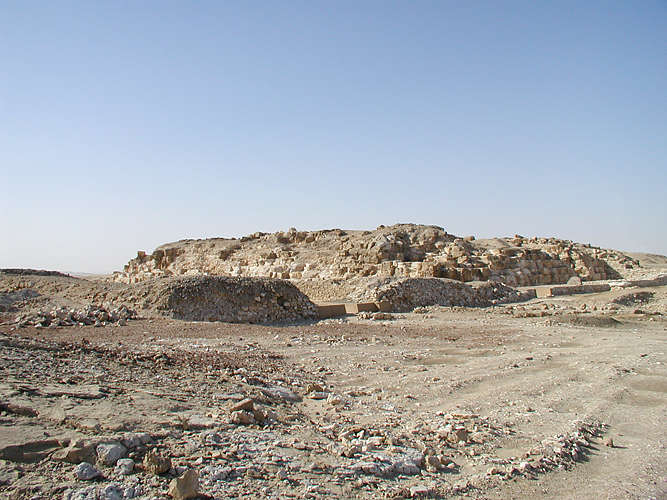
Zbytky pyramidy Radžedefa k Gíze

## Králova hrobka
Radžedef si nechal postavit pyramidu poblíž dnešní vesnice Abú Rawáš, která se nachází asi 10 km severozápadním směrem od Káhiry (asi 8 kilometrů severně (severozápadně) od Gízy) na skalních útesech z vápence vypínajících se vysoko nad údolím Nilu. Proto se půdorys jeho zdejších staveb tak liší od jiných pyramidových komplexů. Panovníkova pyramida je nejseverněji položená pyramida v Egyptě. Stavba pyramidy skončila brzy po jejím zahájení. Její základna měla rozměry asi 100×100 metrů. Její trosky pokrývají zhruba polovinu původní plochy a zvedají se do výšky 10 metrů. Velmi špatný stav zachování je způsoben mj. těžbou kamene, která probíhala především na počátku 19. století, kdy odtud směrem do Káhiry každý den odjíždělo 300 po okraj naložených velbloudů. Archeologové nyní upouštějí od teorie, že pyramida nebyla nikdy dokončena. Nejnovější výzkumy dokazují, že Radžedef stihl svoji pyramidu dokončit, avšak velká část pyramidy byla ve 2. století rozebrána. V lepším stavu se zachovala pouze podzemní část, pohřební komora je však zasypaná a nepřístupná. Vyskytují se domněnky, že by se v ní mohl nacházet Radžedefův sarkofág.
Protože se v Abú Rawáši našlo množství rozbitých faraonových soch, domnívali se egyptologové dříve, že Radžedef si uzurpoval trůn na úkor svého staršího bratra Kauaba a po smrti byl proto zatracen. Mezi fragmenty více než 20 soch se však dochovala jedna celkem nedotčená, která zobrazovala panovníka jako sfingu. Kromě této sfingy se zachovala hlava jiné sfingy tohoto panovníka vyrobená z červeného křemene opracovaná v největší umělecké kvalitě. Použití červené barvy souviselo se slunečním kultem, ale i s tím, že tato barva se podobá barvě lidského těla. Jedná se o vůbec nejstarší sochy sfing v Egyptě, o něco málo starší než slavná Rachefova sfinga v Gíze.
Také existuje mnoho spekulací o důvodu stavby Radžedefovy hrobky mimo Gízu, kde byli pohřbeni jeho předchůdci. Možná se chtěl takto oddálit od své rodiny kvůli možným dynastickým sporům, zatímco Rachef si svoji hrobku postavil opět v Gíze. Zajímavé je také podotknout, že celkově faraoni 4. dynastie přesouvali místo, kde stavěli své pyramidy, čím dál severněji. Snofru postavil jednu pyramidu v Médúmu a pak se rozhodl postavit další dvě severněji v Dahšúru. Chufu postavil svou pyramidu severněji v Gíze a hrobka Radžedefa v Abú Rawáši je opět severněji. Třetím důvodem mohl být fakt, že se lokalita Abú Rawáše nachází na druhém břehu naproti Iunu (v této době stoupá sluneční kult).